# WR 102ka
WR 102ka, conosciuta anche come stella Peonia, è una stella di Wolf-Rayet nella costellazione del Sagittario distante 26000 anni luce dal sistema solare. Si tratta di una delle più massicce e luminose stelle della Via Lattea. La stella, oscurata nel visibile per via delle polveri che la circondano in una zona piuttosto popolata del cielo, ha una magnitudine assoluta bolometrica di -11,6, equivalente a una luminosità di 3,2 milioni di soli. Il nome "Peonia" deriva dalla nebulosa che la circonda.

## Dati fisici
WR 102ka, come le altre stelle di Wolf-Rayet, perde un'enorme quantità di massa causa il forte vento stellare. Si è calcolato che essa perda una massa solare ogni 25.000 anni circa. Si presume che alla nascita la stella avesse una massa di 150 o forse anche 200 volte quella del Sole, equiparabile a quella di Eta Carinae o della Stella Pistola, con le quali ha in comune lo stesso destino finale: nel giro di pochi milioni di anni esploderanno in brillanti supernovae o, molto probabilmente, in ipernovae.